# 善澄真記
善澄 真記（よしずみ まき、3月26日 - ）は、日本の女性俳優、声優。
奈良県出身。血液型 A型。身長 163cm。以前は、ブリングアップ、ぐるーぷ・インパクト（小豆沢セクション）、劇団アルターエゴ（第7期）に所属していた。

## 出演作品

### 舞台
- 後藤真希 主演ミュージカル「サヨナラのLove Song」 - 母親 役
- inner child「アメノクニ　ヤマトブミ」
- inner child「星合」
- 「太紀ちゃん祭り」
- 神雄二ダンスミッション「ダンスがみたい！8」

- 劇団アルターエゴ
  - 「ESPER LEGEND HAKKENDEN2000」 - サチ 役
  - 「夏の夜の夢で会いましょう」 - ヒポリタ 役
  - 「人命救助法」 -　女房 役
  - 「COSMOS　〜いつか見たMy self〜」 - 山川登美子 役
  - 「十二夜　－愛という名の病気－」 - オーシーノー 役
  - 「シンプル・レヴュー　〜愛に関するオムニバス〜」
  - 「女の平和」 -　女合唱隊長 役
  - アルターエゴプロデュース　ミュージカル「マザー　-This is love.-」
  - 「シンプル・レヴュー2〜愛に関するオムニバス〜」
  - 「HAKKENDEN2005」 - 伏姫・薄野芽衣子 役
  - 「The Pleasuredome　ザ・プレジャードーム」 - タカコ 役
  - 「七月の鎮魂歌」
  - アルエゴ゛EX「スタートリック」
  - 少女円舞曲「ハムレットは、今…。」 - ガードルード 役
  - 少女円舞曲「そして、ロミオとジュリエットは…。」

### テレビアニメ
1999年
- メダロット (アニメ)（主婦）

### CDドラマ
- 真夜中にお会いしましょう（マダム）
- 私の…メガネ君 -彼は甘い苦痛-（陸上部の先輩）

### 映画
- レディ・ジョーカー（2004年12月11日、監督：平山秀幸）
- ショートフィルム「ぷち」

### テレビドラマ
再現ドラマ
- 世界痛快伝説!!運命のダダダダーン!Z（2003年4月 - 2004年3月、ABCテレビ）
- 最終警告!たけしの本当は怖い家庭の医学（2004年4月13日 - 2009年12月15日、ABCテレビ）

### VP（ビデオパッケージ）
- 東京ガス「ホーチキ」インナーVP - アテンド 役
- 新幹線東海H19年度VP[2]

### CM
- ニッセイ「新・生きるチカラ　居酒屋篇」
- 花王「ビオレ　毛穴すっきりパック」

### イベント
- おもちゃのまちバンダイミュージアム「キューティーハニー マジカルアクションステージ」